# Al-Baladhuri

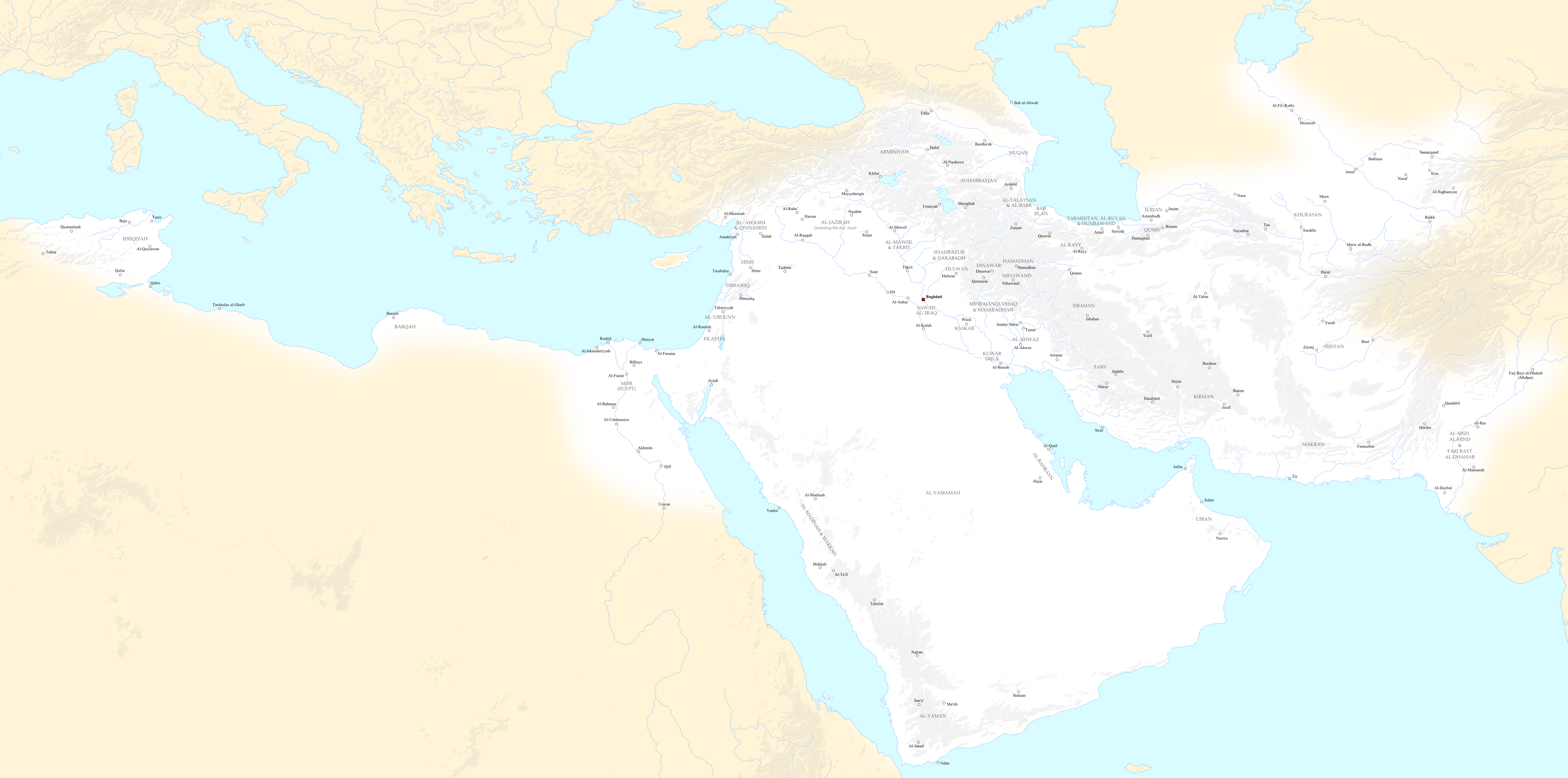
780s, Ahmad ibn Yahya al-Baladhuri, Mapas de Arabia en el 8vo siglo, Mapas del Califato Abbasid, Mapas de la historia de Georgia

ʾAḥmad Ibn Yaḥyā al-Balādhurī (أحمد ابن يحيى بن جابر البلاذري) (¿?- 892 AD) fue uno de los más eminentes historiadores de su época. La mayor parte de su vida residió en Bagdad y tuvo gran influencia en la corte del califa al-Mutawakkil. Viajó por Siria e Irak, recopilando información para sus obras. Es considerado una fuente confiable sobre la historia de los primeros árabes y la historia de la expansión musulmana.

## Contexto
La vida de al-Balādhurī transcurrió en una  época inestable desde el punto de vista político y social, pero de amplio progreso en el ámbito cultural. En contraste con el paulatino declive de los ʿAbbāsid, sobre todo a partir del reinado de al-Muʿtaṣim (r. 833-842 AD), tuvo lugar un florecimiento de las artes, letras y arquitectura, que no era sino la continuación y  cúspide hasta el momento de una amalgama entre las culturas romana, bizantina, persa y árabe que había comenzado tiempo atrás. La  expresión, fomento y patrocinio de esta cultura islámica durante el periodo ʿAbbāsid fue propiciada tanto por los Khulafāʾ y sus cortes, así como por los círculos urbanos y grupos de académicos.
El establecimiento de Baghdād como nueva capital imperial, localizada estratégicamente entre Europa y Asia, incentivó en gran medida este desarrollo al convertirse en el centro de arribo e intercambio no solo de mercancías sino sobre todo de ideas. Ahí se dieron cita numerosos eruditos, académicos, filósofos, doctores y pensadores de diversos orígenes y credos, atraídos por el ambiente cultural. Una de las más significativas labores que se llevaron a cabo fue la búsqueda de textos griegos, persas y siriacos de filosofía, teología, alquimia, geometría, música, poesía, literatura, aritmética y medicina, que  pronto fueron traducidos a la lengua árabe con la intención de acceder a su conocimiento, preservarlo y generar nuevos  avances en estas mismas disciplinas.

## Nombre
Se le puede encontrar como Abū al-Ḥasan Aḥmad Ibn Yaḥyā Ibn Jābir, Abū al-Ḥasan Abū Bakr Aḥmad Ibn Yaḥyā Ibn Jābir, o Balazry Ahmad Bin Yahya Bin Jabir Abul Hasan
El aspecto que más ha llamado la atención es el curioso patronímico por el que es recordado: balādhurī, que está relacionado con la planta semecarpus anacardium, conocida como balādhur, a la que se le atribuían propiedades de estimulación de la memoria y la mente a pesar de ser tóxica.
De manera general, se menciona que el consumo constante de dicha planta fue lo que provocó su muerte. No obstante, a partir de un estudio más cuidadoso de las fuentes árabes, se ha a propuesto que dicho relato en realidad podría hacer referencia a la experiencia de su abuelo, de quien eventualmente al-Balādhurī heredaría dicho patronímico. Aun así no existe una explicación aceptable al respecto que llegue a ser satisfactoria, sobre todo porque eruditos como Yāqūt al-Ḥamawī, reconocido biógrafo del siglo XII, expresaron ya desde entonces sus dudas respecto a que alguno de ellos hubiera realmente consumido dicha planta.

## Biografía
Los detalles  sobre  la  vida son  poco claros. Con base en las fuentes disponibles, y más concretamente, tomando como referencia aquellos eruditos con los que estudió, se ha aceptado que su nacimiento tuvo que haber ocurrido dentro de las tres primeras décadas del siglo IX a. C. De igual manera, tampoco puede confirmarse su origen. De común acuerdo se ha reconocido su ascendencia árabe y se ha señalado a la ciudad de Baghdād como su lugar de origen, pero de manera paralela se ha considerado que pudo haber tenido un origen persa. Esta última idea parece haber estado relacionada con su buen conocimiento del idioma persa y sus dotes como traductor de esta lengua al  árabe, cualidades  que  fueron exaltadas por personajes como Ibn al-Nadīm, famoso bibliógrafo del siglo X a. C. y cuya obra es una de las primeras donde se hace referencia a su vida. Finalmente, los motivos de su muerte también son desconocidos, pero se ha aceptado que ocurrió en la última década del siglo IX a. C., y se ha señalado con cierta precisión el año de 892 a. C. 

## Vida intelectual y política
al-Balādhurī pasó la mayor parte de su vida en Baghdād. Su búsqueda de conocimiento, propia de los hombres letrados de su tiempo, lo llevó a Siria, donde alimentó sus estudios en ciudades como Damasco, Homs y Antioquia. Mientras que en ʿIrāq tuvo la oportunidad de estudiar con Moḥammad ibn Saʿd, Madāʾinī y Muṣʿab Zubayrī, importantes eruditos de su tiempo dedicados al estudio de la historia, así como con Abū ʿUbayd Qāsim ibn Sallām, reconocido gramático y estudioso del Qurʼān. Sus estudios lo llevaron a ingresar en el ambiente cortesano de la época y a dedicar elegías y encomios a ciertas figuras, autoridades y Khulafāʾ , una práctica común entre los eruditos de la época que querían ganarse el favor de miembros de la corte o eran patrocinados por ellos. De manera concreta tuvo una estrecha relación con el khalīfa al-Mutawakil (r. 232-247 AH/ 847-861 AD), que se prolongaría con sus sucesores al-Mustaʿīn (r. 248-252 AH/ 862-866 AD) y al-Muʿtazz (r. 252-255 AH/ 866-869 AD). Durante esos años no solo gozaría del favor de los gobernantes, sino también ejercería una marcada influencia sobre ellos, desempeñándose incluso como tutor del hijo de al-Muʿtazz, hasta que finalmente fue alejado del ambiente cortesano por el khalīfa al-Muʿtamid (870-892 AD).  Posteriormente, trató de ganarse el patrocinio de otras autoridades administrativas, pero sus intentos no tuvieron el resultado esperado. Todo indica que al final de su vida se encontrara en una posición social y económica poco grata.

## Obras
Como hombre de su época, al-Balādhurī se dedicó a diversas disciplinas, como el estudio de los ḥawadīth, a la literatura, a la traducción, a la poesía e incluso a la sátira. Pero en el campo en el que verdaderamente sobresalió fue en el de la historia. A lo largo de su vida escribió diversos tratados, pero solo consiguieron llegar dos hasta nosotros. El primero, titulado Kitāb Futūḥ al-Buldān (فتوح البلدان), literalmente "Libro de la Conquistas de los Territorios", parece haber sido una obra abreviada de un proyecto mucho mayor que quedó inconcluso; es su obra principal y fue publicada en inglés en dos volúmenes, el primero traducido por Phillip Hitti en 1916 y el segundo por Francis Clark Murgotten en 1924 como Los orígenes del estado islámico. Y el segundo titulado Ansāb al-Ashrāf (أنساب الأشراف), literalmente "El linaje de los Nobles", el cual tampoco parece haber sido concluido. 
Como su nombre lo indica, en Kitāb Futūḥ al-Buldān al-Balādhurī narra la historia de las conquistas desde los tiempos del profeta Moḥammad y las relaciones que se establcieron con los pueblos de los territorios conquistados. La obra está dividida de manera que en cada capítulo se describen los sucesos correspondientes a cada provincia imperial: Syria, Jazīra, Armenia, Egipto, el norte de África, Andalucía, ciertas islas del Mediterráneo, Nubia, ʿIrāq, Persia y al-Jibāl. Desde nuestra perspectiva, este ordenamiento parece lógico, pero en su momento era algo ciertamente novedoso, porque la escritura propiamente de la historia apenas se encontraba emergiendo. Su estructurara no se adecuaba a los géneros literarios o “historiográficos” de aquel entonces. No era solamente un relato detallado concerniente a un solo suceso (khabar), tampoco una genealogía de aristócratas (ṭabaqah), ni tampoco una obra exclusivamente militar (maghāzī), sino que en ella también se encontraban presentes importantes detalles sobre la vida, la cultura, la sociedad y la administración de cada una de las provincias, además de que su contenido estaba organizado cronológicamente para facilitar su consulta. Puede decirse que Kitāb Futūḥ al-Buldān marcó un punto de partida para la compilación de diversos relatos individuales en una misma narración, es decir, en el surgimiento de tratados de historia universal enfocados en describir en su totalidad a las diversas sociedades islámicas. 
Por su parte, Ansāb al-Ashrāf, no es propiamente un relato histórico sino más bien una obra del género biográfico conocido como ṭabaqah o genealogía, que se centra en la aristocracia árabe. En ella se describe la vida del profeta Moḥammad y posteriormente la de sus descendientes, para luego abordar a los Banū Hāshim (ʿAbbasid and the ʿAlids entre otros), Banū ʿAbd Shams (principalmente los Umayyads) y el resto de los clanes de los Quraysh junto con otras tribus de Muḍar. Es importante subrayar que a pesar de pertenecer a la corte ʿAbbāsid, el tratado dedica buena parte de su contenido a los Umayyads, a quienes retrata con cierto grado de simpatía. Inevitablemente, a pesar de centrarse en personajes significativos y familias influyentes, dentro de las historias biográficas también se narran numerosos hechos históricos que tuvieron lugar o influyeron en la vida los protagonistas en turno. Asimismo, sus discusiones sobre el surgimiento y caída de poderosas dinastías brindan una moraleja de la política para los hombres de su tiempo.

## Importancia
El hecho de que al-Balādhurī se relacionara con la corte y los gobernantes, le permitió acceder a valiosas fuentes de información para elaborar sus tratados. Por una parte, dispuso de las enseñanzas de sus reconocidos maestros, de las obras de sus contemporáneos y predecesores, y de los materiales, historias y narraciones que recolectó durante sus viajes académicos. Y por el otro, obtuvo relatos e información valiosa por parte de los miembros de la aristocracia. Con base en esto puede decirse que su obra reúne gran parte del conocimiento disponible en su época. Y es en este aspecto en el que recae su importancia, ya que en tiempos de los mismos ʿAbbasid la información que contenían sus tratados, especialmente Kitāb Futūḥ al-Buldān, parece haber sido tomada como punto de referencia en el ámbito administrativo. 
Recientemente, Ryan Joseph Lynch ha sugerido que dicho libro no solo sirvió como manual administrativo sino que en realidad fue escrito precisamente para ser leído por el personal de la corte al servicio del estado. Es a partir de esta nueva perspectiva, enfocada en la utilidad práctica de su tratado dentro del ámbito gubernamental, lo que permite afirmar que la obra de al-Balādhurī todavía tiene bastante que ofrecer independientemente de su innegable valor como fuente para el conocimiento del periodo islámico temprano.    